# Clément Loret
Clément Loret (* 10. Oktober 1833 in Dendermonde, Belgien; † 14. Februar 1909 in Colombes, Hauts-de-Seine, Frankreich) war ein belgischer Organist, Komponist und Musikpädagoge.

## Leben
Clément Loret erhielt bis 1851 Musikunterricht im Umfeld von Jules Denefve in Mons, wohin seine Eltern 1846 verzogen waren. Danach studierte er ab 1851 am Brüsseler Konservatorium Komposition bei François-Joseph Fétis und Orgel bei Jacques-Nicolas Lemmens. 1853 machte er sein Abschlussdiplom (premier prix) im Fach Orgel. 1855 kam er nach Paris, wo er zunächst verschiedene Stellen als Kirchenmusiker innehatte. 1858 wurde er Professor für Orgel an der École Niedermeyer. Zu seinen Schülern zählten hier u. a. Henri Letocart, Eugène Gigout und Gabriel Fauré. Zugleich erhielt er die Organistenstelle an der Pariser Kirche Saint-Louis d’Antin, wo Niedermeyer Kapellmeister war.

## Werk
Loret komponierte eine Anzahl von Orgelwerken, darunter Sonaten und Etüden. Obwohl er im Schatten seiner berühmten Kollegen César Franck, Alexandre Guilmant und Charles Marie Widor stand, ist er zu den bedeutenden französischen Organisten seiner Zeit zu rechnen.